# Gattaran
Gattaran è una municipalità di seconda classe delle Filippine, situata nella Provincia di Cagayan, nella Regione della Valle di Cagayan.
Gattaran è formata da 50 baranggay:
- Abra
- Aguiguican
- Bangatan Ngagan
- Baracaoit
- Baraoidan
- Barbarit
- Basao
- Bolos Point
- Cabayu
- Calaoagan Bassit
- Calaoagan Dackel
- Capiddigan
- Capissayan Norte
- Capissayan Sur
- Casicallan Norte
- Casicallan Sur
- Centro Norte (Pob.)
- Centro Sur (Pob.)
- Cullit
- Cumao
- Cunig
- Dummun
- Fugu
- Ganzano
- Guising

- L. Adviento
- Langgan
- Lapogan
- Mabuno
- Nabaccayan
- Naddungan
- Nagatutuan
- Nassiping
- Newagac
- Palagao Norte
- Palagao Sur
- Piña Este
- Piña Weste
- San Carlos
- San Vicente
- Santa Ana
- Santa Maria
- Sidem
- T. Elizaga (Mabirbira)
- Tagumay
- Takiki
- Taligan
- Tanglagan
- Tubungan Este
- Tubungan Weste